# Birky (Jaworiw)
Birky (ukrainisch Бірки) ist ein Dorf in der ukrainischen Oblast Lwiw mit etwa 2600 Einwohnern (2024).

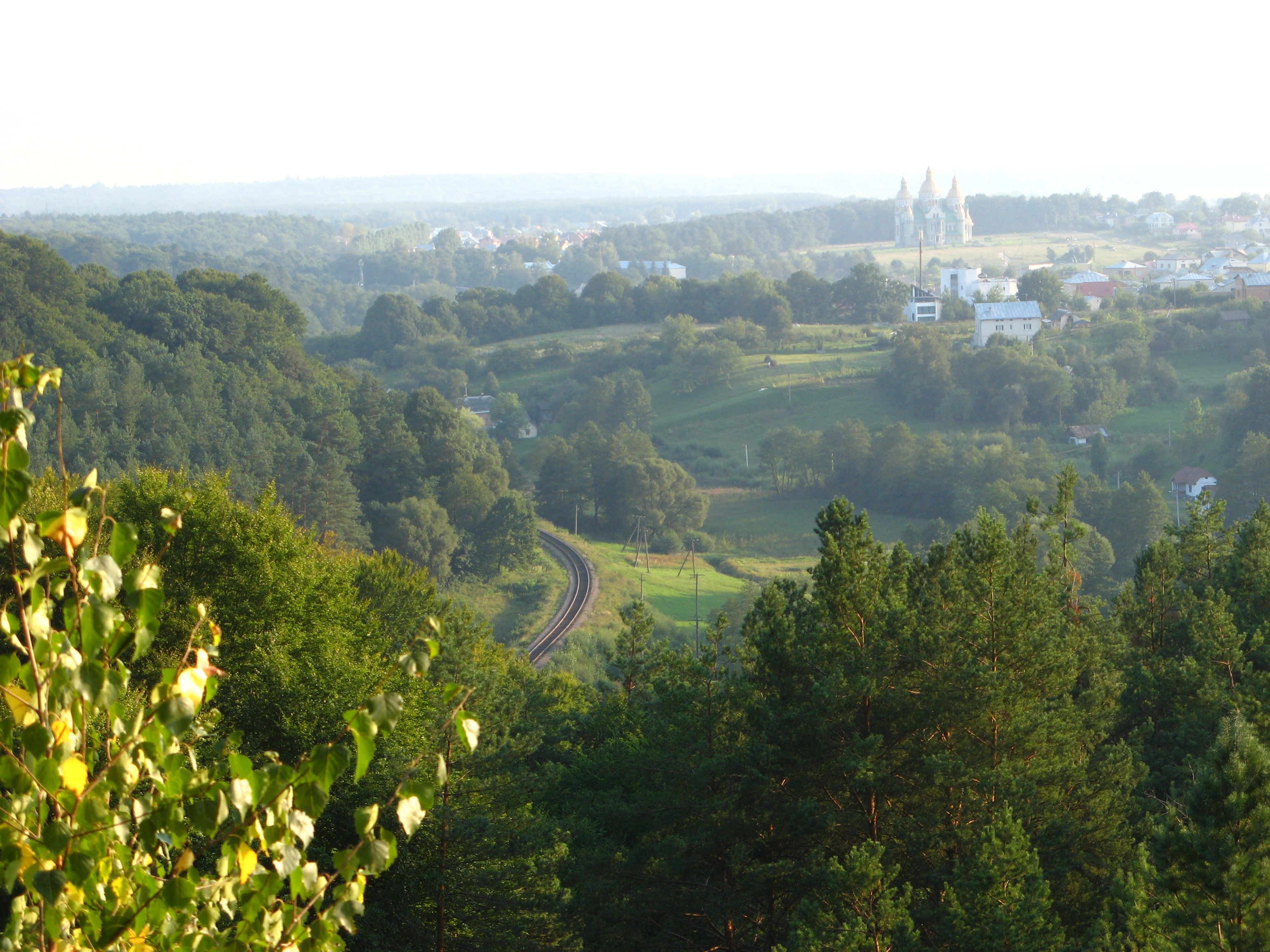
Blick auf das Dorf. Im Vordergrund die Bahnstrecke Lwiw–Hrebenne

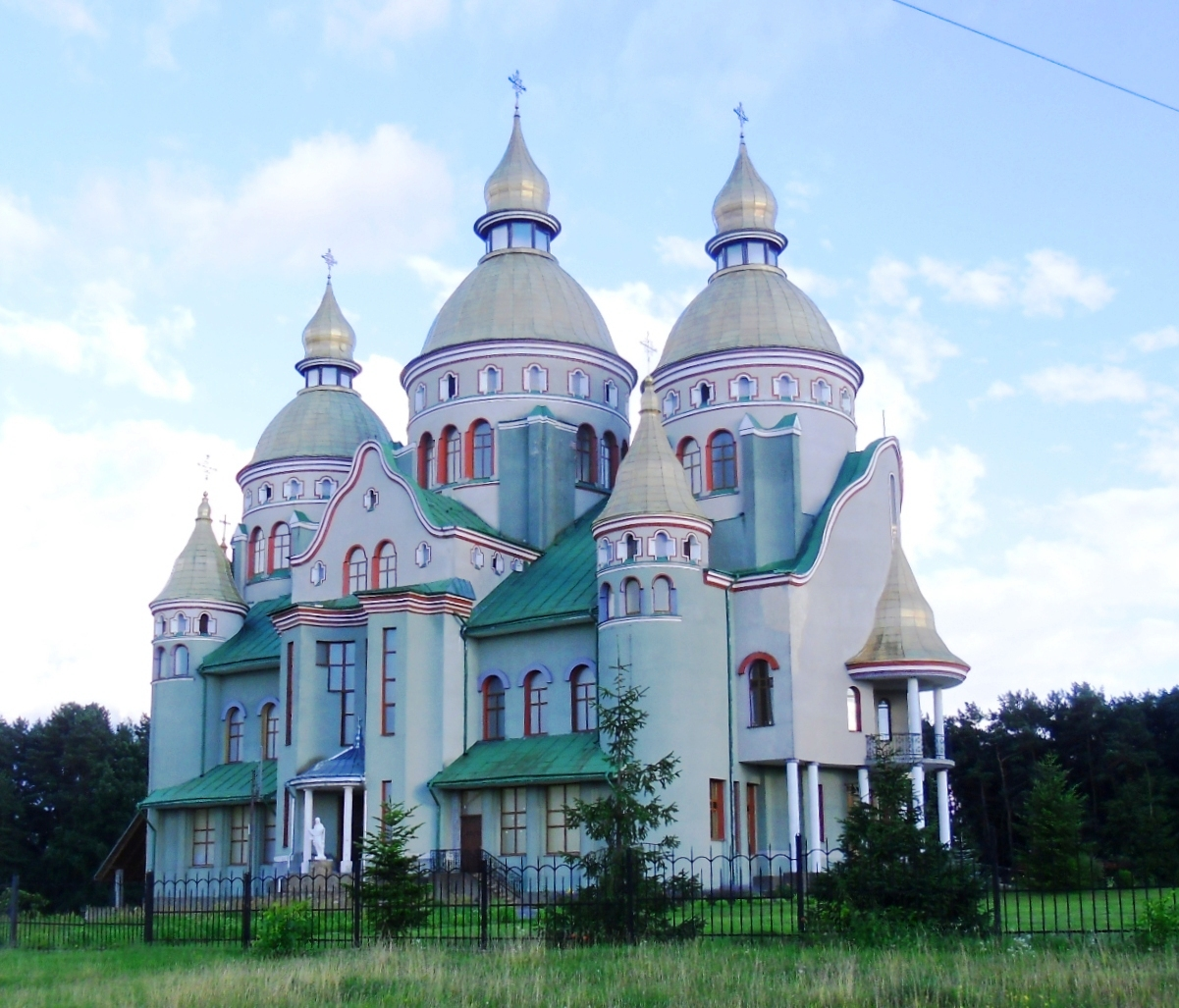
Kirchengebäude der Ukrainisch-griechisch-katholischen Kirche in Birky

Das Ende des 18. Jahrhunderts gegründete Dorf hieß bis 1947 Birky Dominikanski (Бірки Домініканські) und anschließend Birky.
Am 12. Juni 2020 wurde das Dorf ein Teil neu gegründeten Siedlungsgemeinde Iwano-Frankowe im Rajon Jaworiw; bis dahin bildete es zusammen mit den Dörfern Rokytne (Рокитне) und Dibrowa (Діброва) die Landratsgemeinde Birky (Бірківська сільська рада/Birkiwska silska rada) im Osten des Rajon Jaworiw.
Die Ortschaft liegt auf einer Höhe von 292 m am Ufer der Mlyniwka (Млинівка), einem 12 km langen Nebenfluss der Kapeliwka (Westlicher Bug), 45 km östlich vom Rajonzentrum Jaworiw und 13 km nordwestlich vom Oblastzentrum Lwiw. Die Siedlung städtischen Typs Brjuchowytschi grenzt im Südosten an das Dorf.
Durch das Dorf verläuft die Territorialstraße T–14–14.